# Derezzed
"Derezzed" é um single escrito e produzido por Daft Punk para a trilha sonora do filme Tron: O Legado, disponível no álbum de mesmo nome. "Derezzed" foi lançado como uma música promocional em 8 de dezembro de 2010 e disponibilizado na forma de um bônus de pré-encomenda para o álbum na iTunes Store. A música é completamente constituída por sons que são comuns à tecnologia 16 bits, algo que remete aos jogos eletrônicos dos anos 80.
O single foi remixado pelo The Glitch Mob e Avicii em 2011 para o álbum de remisturas Tron: Legacy Reconfigured, sendo que o Avicii veio a fazer uma nova remixagem da música, agora chamada "Derezzed (So Amazing Mix)", em 2014 para o álbum Dconstructed. "Derezzed" também foi incluído no EP de vinil chamado Translucence, igualmente lançado pela Walt Disney Records.

## Videoclipe
O videoclipe para "Derezzed" foi dirigido por Warren Fu. Ele se inicia com a dupla Daft Punk adentrando o Fliperama do Flynn e se aproximando do gabinete arcade de um jogo chamado Derezzed. Eles inserem uma moeda e começam a jogar, com Guy-Manuel de Homem-Christo jogando como Prog 1 (abreviação de "programa" em inglês) e Thomas Bangalter como Prog 2. A música tem início assim que Bangalter aperta o botão de começar na cabine. O jogo fictício Derezzed se trata de uma partida de justa com motos de luz na Grade. Um programa desconhecido assiste, de longe, Prog 2 ganhar a partida. No fliperama, vê-se que Homem-Christo ficou desapontado com sua derrota. De volta à Grade, descobrimos que Prog 2 é interpretado por Olivia Wilde, atriz que faz a personagem Quorra no filme Tron: O Legado.

## Listas de faixas
| Single de "Derezzed"[carece de fontes?] |                |         |  |
| N.º                                     | Título         | Duração |  |
| 1.                                      | "Derezzed"     | 1:44    |  |
| Duração total:                          | Duração total: | 1:44    |  |

| Translucence[carece de fontes?] |                            |         |  |
| N.º                             | Título                     | Duração |  |
| 1.                              | "Derezzed"                 | 1:44    |  |
| 2.                              | "Tron Legacy (End Titles)" | 3:17    |  |
| 3.                              | "End of Line"              | 2:36    |  |
| 4.                              | "Castor"                   | 2:18    |  |
| Duração total:                  | Duração total:             | 9:55    |  |

## Desempenho
| Paradas (2010-2014)                     | Melhor posição |
| --------------------------------------- | -------------- |
| Austrália (ARIA Charts)                 | 92             |
| Bélgica (Ultratop Flandres)             | 29             |
| Bélgica (Ultratop Valônia)              | 18             |
| Estados Unidos (Bubbling Under Hot 100) | 3              |
| Estados Unidos (Dance Club Songs)       | 1              |
| Estados Unidos (Dance/Electronic Songs) | 27             |
| França (SNEP)                           | 81             |

| Parada (2014)                     | Posição |
| --------------------------------- | ------- |
| Estados Unidos (Dance Club Songs) | 28      |